# Wałerij Weryhin
Wałerij Borysowycz Weryhin (ukr. Валерій Борисович Веригін, ros. Валерий Борисович Веригин, Walerij Borisowicz Wierigin; ur. 7 czerwca 1941, Ukraińska SRR, zm. 1995) – ukraiński piłkarz, grający na pozycji pomocnika, a wcześniej napastnika.

## Kariera
W 1960 rozpoczął karierę piłkarską w klubie Dynamo Kijów. Najpierw występował w drużynie rezerwowej, a potem w podstawowej. W 1965 przeszedł do Szachtara Donieck. W 1968 powrócił do Kijowa, gdzie bronił barw innego kijowskiego klubu SKA. Po trzech sezonach zakończył karierę piłkarską.

## Sukcesy i odznaczenia

### Sukcesy klubowe
- mistrz ZSRR: 1961
- wicemistrz ZSRR: 1965

### Odznaczenia
- nagrodzony tytułem Mistrza Sportu ZSRR: 1964